# Kid Icarus
 (juillet 2016).
Si vous disposez d'ouvrages ou d'articles de référence ou si vous connaissez des sites web de qualité traitant du thème abordé ici, merci de compléter l'article en donnant les références utiles à sa vérifiabilité et en les liant à la section « Notes et références ».
La série Kid Icarus, connue au Japon sous le nom Hikari Shinwa (光神話, littéralement Mythologie de la Lumière) est une franchise de jeux vidéo éditée par Nintendo. Les jeux se déroulent dans un monde fantastique basé sur l'Antiquité et la mythologie grecque. Le gameplay est un mélange d'action, d'aventure et de plates-formes.
Le premier jeu Kid Icarus, publié en 1986 pour la Famicom Disk System (1987 pour la Nintendo Entertainment System), est bien reçu par la critique, malgré de faibles ventes. Une suite intitulée Kid Icarus: Of Myths and Monsters sort dès 1991 sur Game Boy. Le 15 juin 2010, lors de sa conférence E3, Nintendo annonce Kid Icarus: Uprising pour la Nintendo 3DS, soit une relance de la franchise après 19 ans d'absence. Le jeu sort en mars 2012.

## Histoire
Après le succès commercial de ses jeux de plates-formes dans les années 1980 (Donkey Kong (1981), Ice Climber (1985), et Super Mario Bros (1985), ainsi que le très acclamé jeu d'aventure The Legend of Zelda (1986)), Nintendo souhaite s'essayer à un genre différent. Des programmeurs commencent à travailler sur le jeu d'action Metroid, publié pour la Famicom Disk System le 6 août 1986 et Nintendo Entertainment System l'année suivante. Kid Icarus est développé en même temps que Metroid, dont il partage les programmeurs et le producteur : Gunpei Yokoi, qui a déjà produit Donkey Kong, Donkey Kong Jr. (1982) et Mario Bros (1983). La musique est composée par Hirokazu Tanaka, qui a également composé celle du jeu Duck Hunt (1984).
Après la publication de la suite Kid Icarus: Of Myths and Monsters, aucun autre titre ne vient compléter la série pendant deux décennies. En 2006, le personnage principal de la série, Pit, fait son apparition dans le jeu Super Smash Bros. Brawl. Son nouveau design est la source de rumeurs selon lesquelles un nouveau jeu est prévu pour la Wii. Le 15 juin 2010, au cours de son événement E3, Nintendo dévoile Kid Icarus: Uprising pour la Nintendo 3DS.

## Liste des jeux vidéo
| Année | Titre                             | Console      | Genre                        |
| ----- | --------------------------------- | ------------ | ---------------------------- |
| 1986  | Kid Icarus                        | NES          | Jeu de plates-formes         |
| 1991  | Kid Icarus: Of Myths and Monsters | Game Boy     | Action, Jeu de plates-formes |
| 2012  | Kid Icarus: Uprising              | Nintendo 3DS | Action, tir                  |

## Personnages
La franchise Kid Icarus a un casting de personnages récurrents comme Pit, Palutena, Medusa ou encore L'Aubergin.